# Discovery Institute
A Discovery Institute egy Seattle-ben (Washington állam) működő keresztény konzervatív agytröszt, mely leginkább az intelligens tervezés nézetének terjesztéséről ismert. Nevéhez köthető többek között a „Tanítsd a vitát” kampány is, melynek célja kreacionista, evolúcióellenes nézetek felvétele az amerikai közoktatásának  természettudományos tananyagába.
A tudományos közvélemény és egy szövetségi bírósági döntés szerint az intézet mesterséges viták fabrikálásával igyekszik azt a hamis látszatot kelteni, hogy az evolúció „válságban lévő elmélet”, azt a téves benyomást keltve, hogy az evolúció érvényességét széles tudományos egyetnemértés jellemzi. A Kitzmiller kontra doveri iskolaszék per ítélete szerint a Discovery Institute „bizonyíthatóan vallási, kulturális és jogi indíttatású célok” megvalósítására törekszik, Ékstratégia nevű kiáltványában célját a következőképpen határozza meg:
- „legyőzni a tudományos materializmust és annak morális, kulturális és politikai örökségét”[10][11]
- „lecserélni a materialista magyarázatokat a természet és az ember teista értelmezésével, az Isten általi teremtéssel”.[12][13][14]